# القلب له واحد (فلم)
القلب له واحد فيلم مصري تم إنتاجه عام 1945، إخراج هنري بركات وبطولة صباح وأنور وجدي وسليمان نجيب وميمي شكيب ومنى، وهو أول ظهور لصباح على شاشة السينما.

## فريق العمل
إخراج: هنري بركات

تأليف:
- عن قصة سندريلا للأخوان غريم
- بديع خيري (قصة)
- هنري بركات (سيناريو)

إنتاج: لوتس فيلم (آسيا داغر)

### بطولة
- صباح
- أنور وجدي
- سليمان نجيب
- ميمي شكيب
- منى
- إسماعيل يس
- فردوس محمد
- سعاد حسين

## أغاني الفيلم
| الأغنية                        | المؤلف | الملحن | المطربة | ملاحظات |
| ------------------------------ | ------ | ------ | ------- | ------- |
| يا موج البحر يا رايق           |        |        | صباح    |         |
| حيرانه يا رب حيرانه            |        |        | صباح    |         |
| بشويش على عقلك بشويش           |        |        | صباح    |         |
| محتاره أروح والا ما روحشى      |        |        | صباح    |         |
| يا ورده قولى ما تخافيش         |        |        | صباح    |         |
| مش عارفه أنا ليه متاخده        |        |        | صباح    |         |
| لأ مخاصماك ما بكلمشى           |        |        | صباح    |         |
| يا بحر جينا فاكرنا والا ناسينا |        |        | صباح    |         |

## روابط خارجية
- مقالات تستعمل روابط فنية بلا صلة مع ويكي بيانات